# Cape Canaveral Space Force Station Lanceercomplex 20

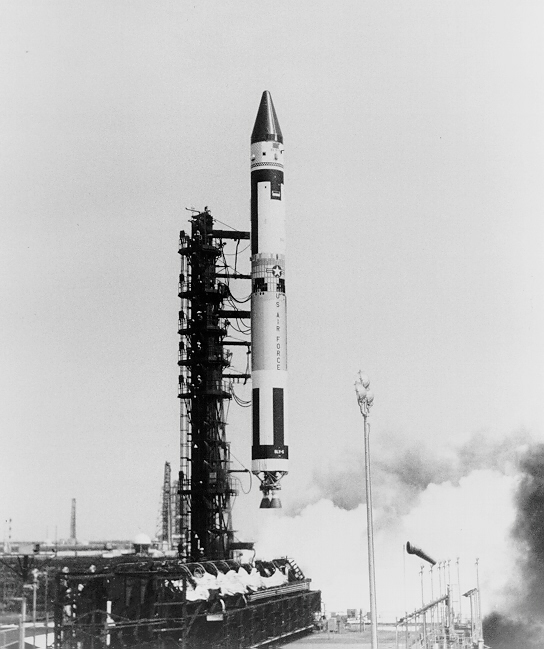
Een Titan IIIA wordt gelanceerd vanaf LC-20

Cape Canaveral Space Force Station Lanceercomplex 20 (LC-20) is een lanceerplaats op het Cape Canaveral Space Force Station (CCSFS, het eerdere Cape Canaveral Air Force Station; CCAFS) die eind jaren 1950 samen met LC-15, LC-16 en LC-19 werd aangelegd voor de het testprogramma van de intercontinentale ballistische raket HGM-25A Titan I.
LC-20 is het noordelijkst gelegen lanceercomplex van de originele missile row. Het ligt even ten zuiden van LC-34 en ten noorden van LC-19. LC-20 is het enige complex  van de vier Titan complexen van de missile row dat niet voor Titan II-raketten werd aangepast. In 1964 werd het complex aangepast voor de Titan IIIA, een militaire draagraket waarmee satellieten werden gelanceerd. Met de verbouwing ging LC-20 deel uitmaken van het Integrate-Transfer-Launch complex dat voor het integreren en lanceren van diverse configuraties van de Titan III werd gebouwd. Er werden vier stuks van gelanceerd. In de jaren 1980 werd het complex gebruikt om Starbird-raketten te lanceren. Hiervoor werden twee kleine platforms op het complex gebouwd.
In 1996 werd het platform gedeactiveerd. In 1999 kreeg Space Florida (het ruimteagentschap van de staat Florida dat een bemiddelende rol heeft om de ruimtevaartindustrie naar Florida te halen) het beheer over LC-20 dat sinds 1997 Space Launch Complex 20 (SLC-20) heet. Daarna is het terrein in gebruik geweest voor testprogramma’s van NASA.

## Firefly Aerospace
Op 21 februari 2019 raakte bekend dat Firefly Aerospace SLC-20 gaat gebruiken als hun lanceercomplex voor hun raketten Alpha en Beta (de Beta heet anno 2022 Firefly MLV). Ze gaven aan pas met de verbouwing aan te vangen na de eerste succesvolle lancering van de Alpha. Die vond plaats op 1 oktober 2022 vanaf Vandenberg Space Force Base platform SLC-2W. In februari 2023 werd begonnen met het slopen van oude betonconstructies van complex 20.